# Anton Lindfors
Anton Lindfors (ur. 22 kwietnia 1991 w Porvoo) – fiński snowboardzista, specjalizujący się w snowcross'ie. W 2014 roku wystartował na igrzyskach olimpijskich w Soczi, gdzie zajął 13. miejsce. Był też między innymi dziesiąty podczas mistrzostw świata w Stoneham w 2013 roku. Najlepsze wyniki w Pucharze Świata w snowboardzie osiągnął w sezonie 2013/2014, kiedy to zajął siódme miejsce w klasyfikacji snowcrossu.

## Osiągnięcia

### Igrzyska olimpijskie
| Miejsce | Dzień     | Rok  | Miejscowość | Konkurencja    | Zwycięzca       |
| ------- | --------- | ---- | ----------- | -------------- | --------------- |
| 13.     | 18 lutego | 2014 | Soczi       | Snowboardcross | Pierre Vaultier |

### Mistrzostwa świata
| Miejsce | Dzień       | Rok  | Miejscowość   | Konkurencja    | Zwycięzca       |
| ------- | ----------- | ---- | ------------- | -------------- | --------------- |
| 21.     | 18 stycznia | 2011 | La Molina     | Snowboardcross | Alex Pullin     |
| 10.     | 26 stycznia | 2013 | Stoneham      | Snowboardcross | Alex Pullin     |
| 16.     | 16 stycznia | 2015 | Kreischberg   | Snowboardcross | Luca Matteotti  |
| 23.     | 12 marca    | 2017 | Sierra Nevada | Snowboardcross | Pierre Vaultier |
| 20.     | 1 lutego    | 2019 | Solitude      | Snowboardcross | Mick Dierdorff  |

### Puchar Świata

#### Miejsca w klasyfikacji snowcrossu
- sezon 2009/2010: 72.
- sezon 2010/2011: 40.
- sezon 2011/2012: 20.
- sezon 2012/2013: 48.
- sezon 2013/2014: 7.
- sezon 2014/2015: 34.
- sezon 2015/2016: 43.
- sezon 2016/2017:

#### Miejsca na podium w zawodach
1. Veysonnaz – 11 marca 2014 (snowcross) - 2. miejsce